# حمد النقي
حمد النقي (من مواليد 1988) هو ناشط ومدوّن كويتي، حُكم عليه في يونيو 2012 بالسجن لمدة عشر سنوات بتهم إثارة التوترات الطائفية ونشر تغريدات اعتُبرت مسيئة للنبي محمد. وقد أثار اعتقاله ردود فعل دولية غاضبة من منظمات حقوق الإنسان وقادة عالميين.

## التهم الجنائية
اعتُقل حمد النقي في 27 مارس 2012 وأُودع في السجن المركزي بالكويت. وفي 19 أبريل، تعرّض للطعن في رقبته من قِبل سجين آخر، فأعلنت إدارة السجن لاحقًا وضعه في الحبس الانفرادي لحمايته. خلال محاكمته، أفاد الادعاء بأن تعليقاته "من المحتمل أن تثير الفتنة داخل المجتمع وتحرض على الانقسام الطائفي". أنكر حمد التهم الموجهة إليه، مدعيًا أن الحساب الذي نُشرت منه التغريدات قد تم اختراقه. ومع ذلك، أُدين حمد بجميع التهم، والتي شملت: "إهانة النبي، وزوجته، وأصحابه، والسخرية من الإسلام، وإثارة التوترات الطائفية، وإهانة حكام السعودية والبحرين، وإساءة استخدام هاتفه المحمول لنشر التعليقات"، وصدر بحقه الحكم الأقصى بالسجن عشر سنوات في 4 يونيو. وأفاد محاميه أن موكله يعتزم الاستئناف.
حمد، الذي ينتمي إلى الطائفة الشيعية في الكويت، يُزعم أنه استخدم منصة "تويتر" لانتقاد الأنظمة الملكية السنية في البحرين والسعودية، في ظل التوترات الطائفية التي شهدتها المنطقة خلال أحداث "الربيع العربي"، وتحديدًا الانتفاضة البحرينية.

## ردود الفعل
وصف معلّقون إعلاميون قضية حمد بأنها تعكس "تزايد التوتر بين الأغلبية السنية والأقلية الشيعية في الكويت". نددت منظمة "هيومن رايتس ووتش" بالحكم، وصرّحت أن "السلطات الكويتية تنتهك بوضوح المعايير الدولية لحقوق الإنسان عندما تعاقب حمد النقي على انتقاده للملوك المجاورين. وهذا الحكم القاسي يبدو أنه يهدف إلى ترهيب الكويتيين الآخرين من ممارسة حقهم في حرية التعبير"."
من جهتها، اعتبرت منظمة العفو الدولية حمد النقي "سجين رأي"، وطالبت بالإفراج الفوري وغير المشروط عنه. وصرحت المتحدثة باسم المنظمة أن "انتقاد الدين يُعد شكلًا محميًا من أشكال التعبير ولا ينبغي تجريمه... كما لا يجوز سجن الأفراد بسبب إهانة رؤساء الدول أو شخصيات عامة أو مؤسسات"." أما الشبكة العربية لمعلومات حقوق الإنسان، فوصفت تهمة التجديف الموجهة إلى حمد بأنها "مجرد غطاء" وذريعة لـ"إسكات" المعارضين السياسيين.